# Víctor Escribano Ucelay

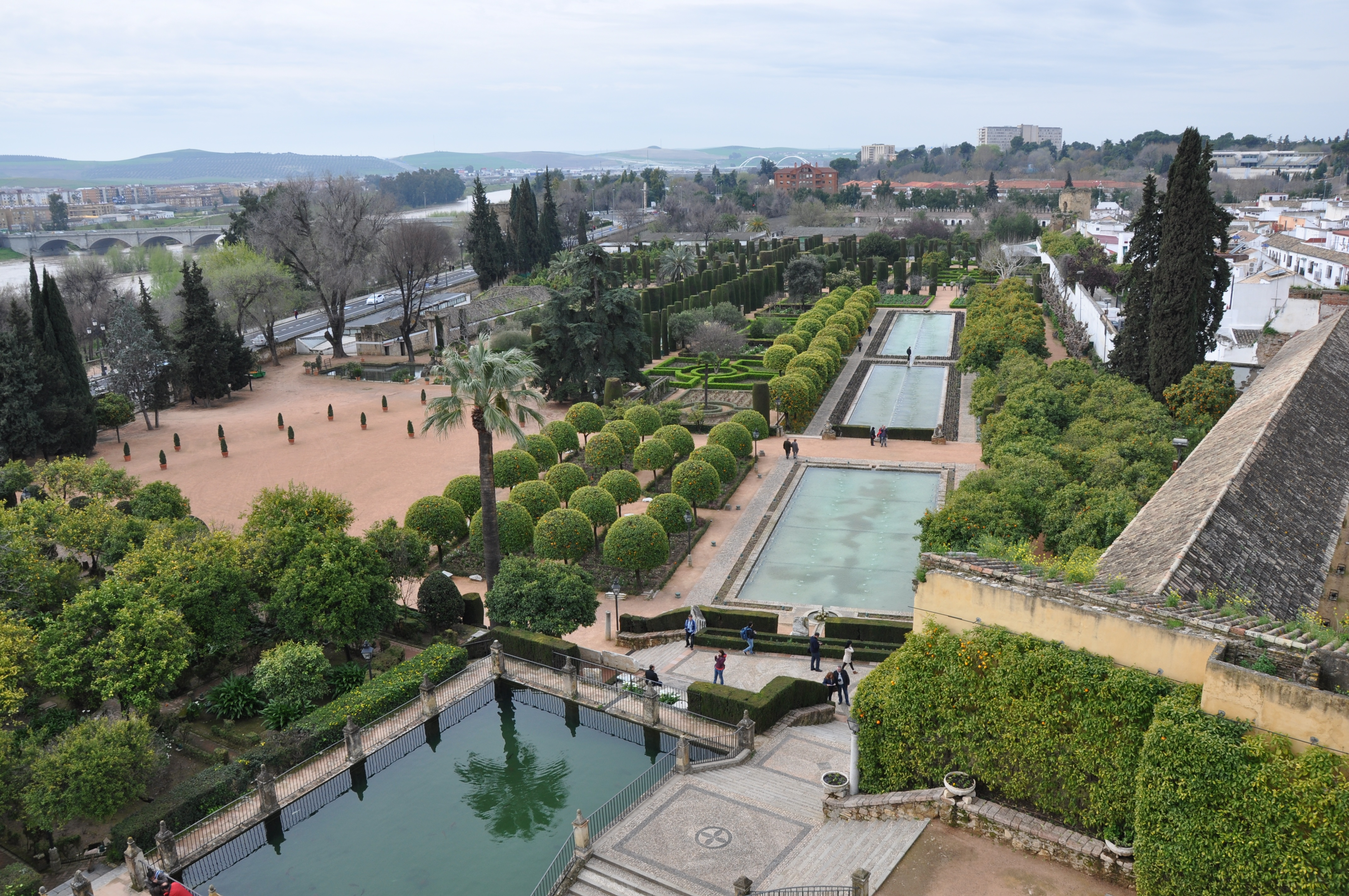
Escribano Ucelay realizó una intensa remodelación en el Alcázar de los Reyes Cristianos bajo directrices del alcalde Antonio Cruz Conde y con ayuda del arquitecto Francisco Prieto Moreno.

Víctor Escribano Ucelay (Córdoba, 13 de febrero de 1913 - Ibidem, 15 de mayo de 1986) fue el arquitecto municipal de la capital cordobesa entre 1941 y 1978 y académico de la Real Academia de Ciencias, Bellas Letras y Nobles Artes de Córdoba. Fue uno de los arquitectos más destacados de la ciudad entre los años 1940 y 1970.

## Biografía
Escribano Ucelay contrajo matrimonio con María Auxiliadora Vázquez de la Torre Maza, con la que tuvo nueve hijos. Se convirtió en arquitecto principal de Córdoba junto a Rafael de la Hoz Arderius y en académico de la Real Academia de Córdoba desde 1944; así como numerario de esta institución desde el 4 de mayo de 1960. Además, fue académico de la Real Academia de Bellas Artes de San Fernando de Madrid, la Real Academia de Bellas Artes y Ciencias Históricas de Toledo, la de Cádiz y de Sevilla.
Con respecto a su vida deportiva, formó parte de la junta directiva del Córdoba Club de Fútbol en el año 1956. Asimismo, fue un enamorado del Festival de los Patios Cordobeses, tal y como demuestra el libro que escribió en 1956 titulado Ornamentación vegetal de los patios cordobeses y cientos de fotografías tomadas por él. Durante la alcaldía de Antonio Cruz Conde, se le encomendó la tarea de la remodelación integral del Alcázar de los Reyes Cristianos tras haber sido prisión durante siglos, siendo abierto al público por primera vez en 1960.
Tras el fallecimiento de su viuda en 2017, el archivo fotográfico de Ucelay, que consta de 750 imágenes y diapositivas, fue incorporado al Archivo Municipal cordobés en junio de 2018. Entre su colección destaca el primer material gráfico de la Exposición de Arte Marroquí de 1947 en Córdoba.

## Obras
- Ermita de San Andrés de Alcaracejos (1942).

El resto de sus obras serán realizadas en la ciudad de Córdoba:
- Remodelación de la Cuesta del Bailío y construcción de su fuente (1944).
- Fuente de la plaza de las Doblas (1944).
- Fuente de la plaza del Cardenal Toledo (1945).
- Fuente de la plaza de Medina y Corella (1947).
- Edificio de la calle Cruz Conde, n.º 17 (1947).
- Edificio de la calle Manuel de Sandoval, n.º 1 (1947).
- Colegio Virgen del Carmen (1948).
- Remodelación del Alcázar de los Reyes Cristianos (años 1950).
- Remodelación de la Calleja de las Flores y construcción de su fuente (1960).
- Diseño del colegio Cervantes (1971).
- Monumento a los enamorados y sus jardines (1971).[4]